# Watson Ridge
Watson Ridge ist ein teilweise verschneiter, felsiger Gebirgskamm im ostantarktischen Kempland. Er ragt 15 km südöstlich des Storegutt auf.
Vermessungen und Luftaufnahmen der Australian National Antarctic Research Expeditions aus den Jahren von 1954 bis 1966 dienten seiner Kartierung. Das Antarctic Names Committee of Australia benannte ihn nach Robert A. Watson, Wetterbeobachter auf der Mawson-Station im Jahr 1963.